# Liste der Baudenkmäler in Mehring (Oberbayern)
Auf dieser Seite sind die Baudenkmäler in der oberbayerischen Gemeinde Mehring zusammengestellt. Diese Tabelle ist eine Teilliste der Liste der Baudenkmäler in Bayern. Grundlage ist die Bayerische Denkmalliste, die auf Basis des Bayerischen Denkmalschutzgesetzes vom 1. Oktober 1973 erstmals erstellt wurde und seither durch das Bayerische Landesamt für Denkmalpflege geführt wird. Die folgenden Angaben ersetzen nicht die rechtsverbindliche Auskunft der Denkmalschutzbehörde.

## Baudenkmäler nach Ortsteilen

### Mehring
| Lage                    | Objekt                             | Beschreibung | Akten-Nr.    | Bild                               |
| ----------------------- | ---------------------------------- | --- | ------------ | ---------------------------------- |
| Dorfstraße 1 (Standort) | Katholische Pfarrkirche St. Martin | gotische Saalkirche, 1445, auf älterer Grundlage, Langhaus um 1965 erweitert, Turm in den drei unteren Stockwerken romanisch, die oberen Geschosse im 17. und 18. Jahrhundert verändert; mit Ausstattung; Friedhofsmauer aus Tuffquadern, mit Strebepfeilern, 17./18. Jahrhundert | D-1-71-124-1 | Katholische Pfarrkirche St. Martin |
| Dorfstraße 3 (Standort) | Pfarrhof                           | Pfarrhaus verputzter Satteldachbau, erste Hälfte 18. Jahrhundert; Wirtschaftsgebäude, erdgeschossiger Trakt mit Schopfwalmdach, 18. Jahrhundert; ehemaliges Waschhaus, kleiner Walmdachbau, 18. Jahrhundert                                                                       | D-1-71-124-2 | BW                                 |

### Hohenwart
| Lage                                                        | Objekt                          | Beschreibung                                                        | Akten-Nr.     | Bild           |
| ----------------------------------------------------------- | ------------------------------- | ------------------------------------------------------------------- | ------------- | -------------- |
| Hohenwart 5 (Standort)                                      | Stallstadel des Vierseithofes   | mit Bundwerkoberteil, gegen Mitte 19. Jahrhundert                   | D-1-71-124-14 | BW             |
| Ulrich-Häntler-Straße 6; Ulrich-Häntler-Straße 4 (Standort) | Katholische Kirche St. Nikolaus | stattlicher Tuffquaderbau, um 1470; mit Ausstattung; Friedhofsmauer | D-1-71-124-13 | weitere Bilder |
| Ulrich-Häntler-Straße 7 (Standort)                          | Kapelle                         | kleiner Massivbau mit Satteldach, spätes 18. Jahrhundert            | D-1-71-124-18 | BW             |

### Weitere Ortsteile
| Lage                                             | Objekt                                     | Beschreibung | Akten-Nr.     | Bild |
| ------------------------------------------------ | ------------------------------------------ | --- | ------------- | ---- |
| Badhöring 4 (Standort)                           | Kapelle                                    | 19. Jahrhundert | D-1-71-124-4  | BW   |
| Eschlberg Eschlberg 4 (Standort)                 | Hofkapelle                                 | Kleiner Tuffsteinbau mit Dachreiter, Mitte 19. Jahrhundert | D-1-71-124-7  | BW   |
| Eschlberg Eschlberg 7 (Standort)                 | Stall                                      | Zugehörig massives Stallgebäude mit ornamentierten Backstein-Lichtöffnungen, zweites Viertel 19. Jahrhundert                                                                             | D-1-71-124-8  | BW   |
| Gegend Gegend 8 (Standort)                       | Ehemaliges Bauernhaus des Vierseithofes    | Wohnstallhaus mit Blockbau-Obergeschoss, wohl Anfang 19. Jahrhundert | D-1-71-124-10 | BW   |
| Gegend Gegend 10 (Standort)                      | Bundwerkstadel des Vierseithofes           | dreitennig, um 1840/50 | D-1-71-124-11 | BW   |
| Hintermehring Hintermehring 16 und 17 (Standort) | Ehemaliger Einfirsthof                     | Mittertennbau mit Bundwerkgiebel, verputztem Blockbauobergeschoss und Bundwerk am Heuboden, Anfang 19. Jahrhundert; zugehörig Backhäusl aus Tuffquadern, zweites Viertel 19. Jahrhundert | D-1-71-124-12 | BW   |
| Öd Öd 5 (Standort)                               | Ehemaliges Wohnstallhaus des Vierseithofes | verputzter Ganzblockbau, im Kern erste Hälfte 18. Jahrhundert | D-1-71-124-16 | BW   |